# Genevieve Padalecki

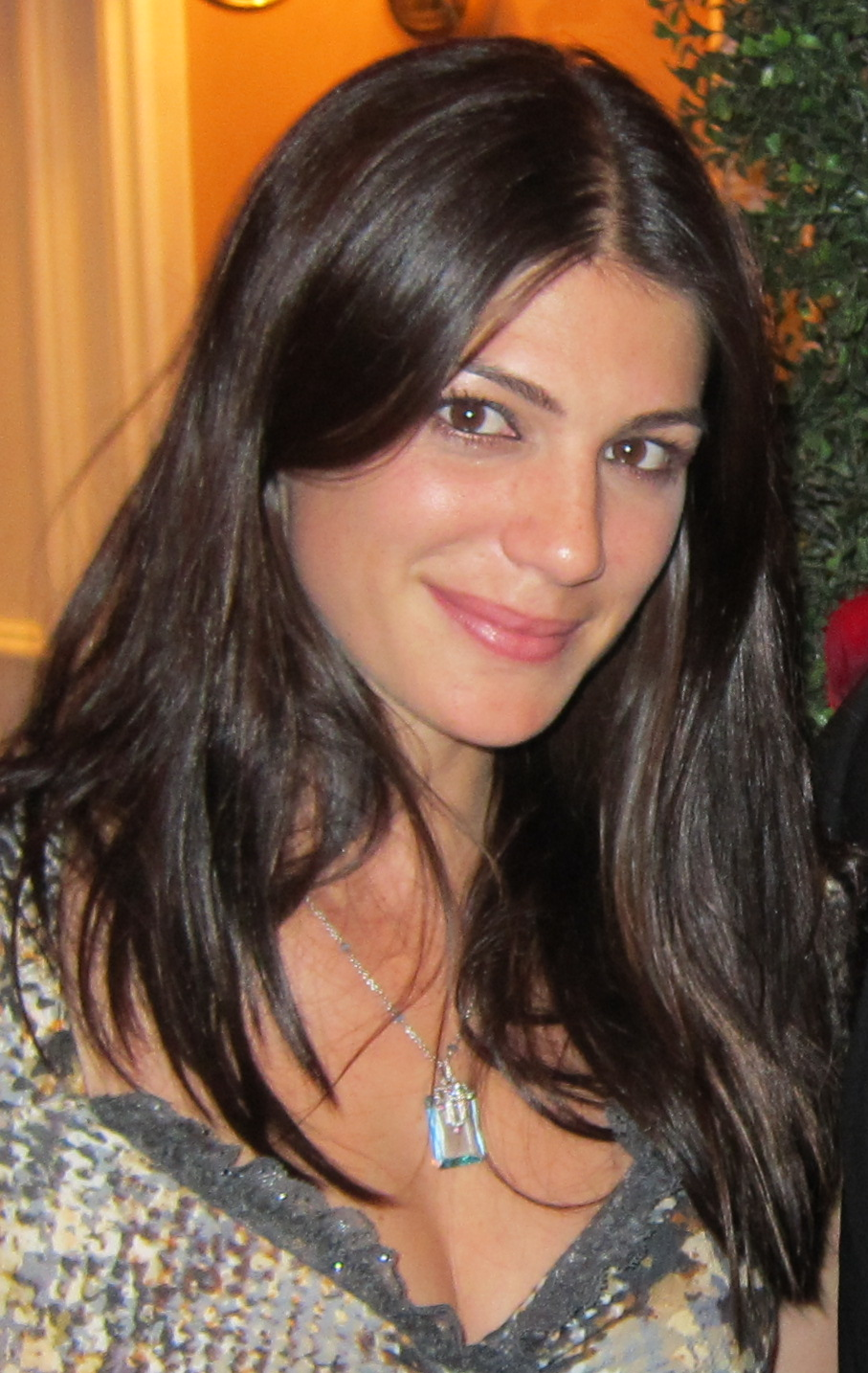
Genevieve Padalecki, 2011

Genevieve Padalecki (* 8. Januar 1981 in San Francisco, Kalifornien als Genevieve Nicole Cortese) ist eine US-amerikanische Schauspielerin italienisch-flämisch-französischer Abstammung.

## Leben und Leistungen
Genevieve Padalecki wurde im Januar 1981 in San Francisco im US-Bundesstaat Kalifornien geboren. Bevor sie als Kris Furillo ihr Fernsehdebüt gab, war sie eine Bühnenschauspielerin. Sie wirkte unter anderem in den regionalen Theater-Produktionen Ein Sommernachtstraum, Einer flog über das Kuckucksnest, Verbrecherische Herzen und Joseph and the Amazing Technicolor Dreamcoat mit. Padalecki hat einen „Bachelor of fine arts degree in drama“ und einen „Bachelor of arts in English“ von der Tisch School of the Arts, New York University.
Sie spielte die Rollen der Kris Furillo in der Fernsehserie Wildfire und die der Ruby in der Fernsehserie Supernatural.
Sie hat eine jüngere Schwester sowie zwei jüngere Brüder. Ihr Spitzname ist „Gen“ oder „Genny“. Genevieve ist ihr richtiger Vorname, wobei sie in ihrer Jugend den Namen „Jennifer“ bevorzugte. Padalecki, die in Austin im US-Bundesstaat Texas lebt, ist seit dem 27. Februar 2010 mit dem Schauspieler Jared Padalecki verheiratet und hat auch dessen Namen angenommen. Das Paar hat zwei gemeinsame Söhne (* 2012 und * 2013) und eine Tochter (* 2017).

## Filmografie (Auswahl)
- 2004: Mojave
- 2005: The Dead Zone (Fernsehserie, Episode 4x04)
- 2005: Kids in America
- 2005–2008: Wildfire (Fernsehserie, 52 Episoden)
- 2006: Bickford Shmeckler’s Cool Ideas
- 2006: Life Is Short
- 2007: Salted Nuts
- 2008–2011, 2020: Supernatural (Fernsehserie, 12 Episoden)
- 2009: American Empire
- 2009–2010: FlashForward (Fernsehserie, 10 Episoden)
- 2012: Hated
- 2021–2024: Walker (Fernsehserie)